# Bill Crow

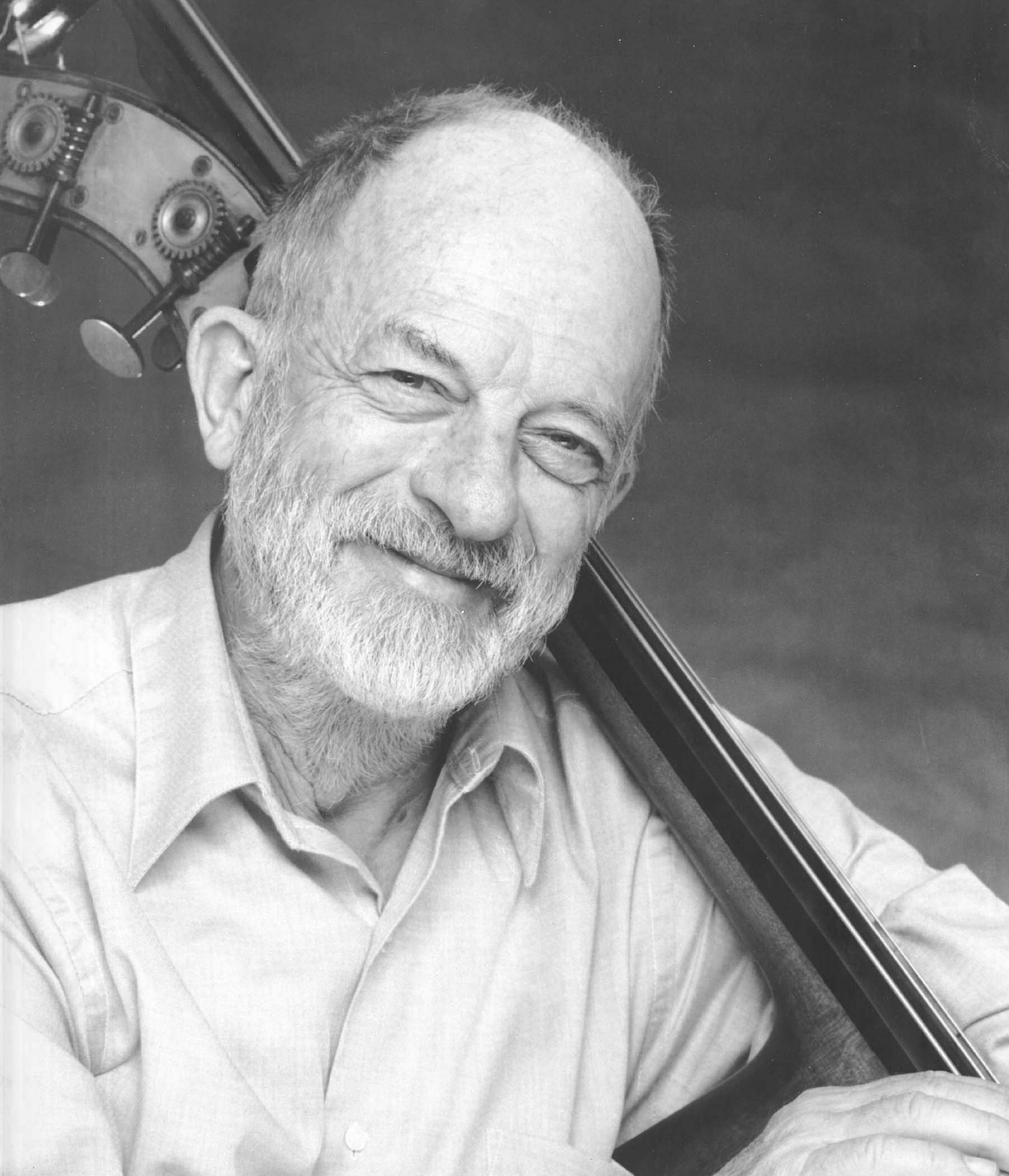
Bill Crow

William „Bill“ Orval Crow (* 27. Dezember 1927 in Othello, Washington) ist ein US-amerikanischer Jazz-Bassist und Autor.

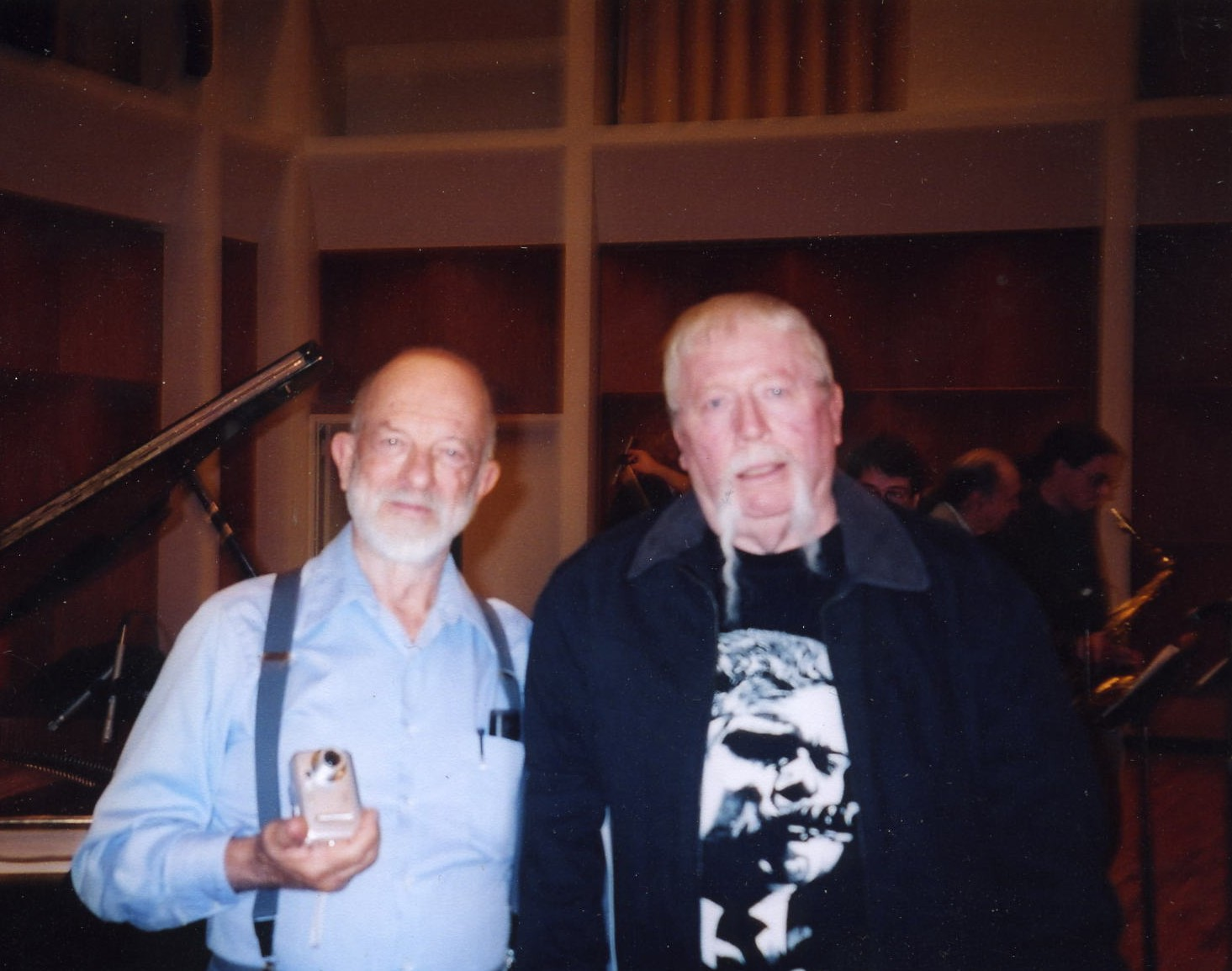
Bill Crow und Dick Sheridan

## Leben und Wirken
Crow lernte Trompete, Baryton, Altsaxophon und Schlagzeug. Er begann als Trompeter, spielte in verschiedenen Schul- und Militärbands auch Horn und Ventilposaune und war Anfang der 1950er Jahre Schlagzeuger in verschiedenen Tanzkapellen. Er war dann Posaunist einer Band in Seattle unter Buzzy Bridgford und war 1952 Posaunist und Bassist des Bandleaders Glen Moore  und 1953 bei Claude Thornhill. Im Dezember 1952 gehörte er dem Stan Getz Quintett mit Duke Jordan und Jimmy Raney an. Er arbeitete mit Musikern wie den Pianisten Al Haig und Marian McPartland und den Saxophonisten Stan Getz, Zoot Sims und Gerry Mulligan. Er gehörte Ende der 1950er Jahre dem Quartett und dem Sextett von Mulligan an und unternahm mit ihm mehrere ausgedehnte Europatourneen. Später arbeitete er in der Gerry Mulligan Concert Jazz Band, mit Quincy Jones, Dick Sudhalter, Clark Terry und Bob Brookmeyer. 1962 ging er mit Benny Goodman auf Sowjetunion-Tournee, über die Crow, Jerry Dodgion, John Bunch u. a. in dem Dokumentarfilm Jazz für die Russen – To Russia with Jazz (2011) berichtete.
Im Bereich des Jazz war er zwischen 1952 und 2015 an 160 Aufnahmesessions beteiligt, außer den Genannten auch mit Sam Most, Jimmy Raney, Jimmy McPartland,  Don Ellis, Jimmy Cleveland, Mose Allison, Manny Alban, Joe Morello, Al Cohn, Zoot Sims, Jackie Cain, Bob Wilber, Ruby Braff, Eddie Bert/J. R. Monterose, Barbara Lea und Claude Williamson.
Daneben trat Crow auch in verschiedenen Broadway-Shows auf und betätigte sich als Autor. Bereits in den 1950er Jahren schrieb Crow Artikelreihen in der Jazz Review, sein Buch Jazz Anecdotes erschien 1991 bei der Oxford University Press, es folgte die Autobiografie From Birdland to Broadway: Scenes from a Jazz Life.

## Diskographische Hinweise
- Jazz at Liberty – Bill Crow-Phil Woods All Stars Play Soviet Originals, 1963, mit Art Farmer, Bob Brookmeyer, Phil Woods, Zoot Sims, Nick Brignola, John Bunch, Walter Perkins
- Jazz Anecdotes mit Joe Cohn, David O Jones, Carmen Leggio, 1996
- From Birdland to Broadway mit Joe Cohn, David O Jones, Carmen Leggio, 2002
- Embraceable You, 2010
- You and the Night and the Music (2013), mit Hiroshi Yamazaki